# هاکی روی یخ در ایران
هاکی روی یخ در ایران یک ورزش پرهوادار در ایران به ویژه در شهر تهران است و اقبال همگانی به آن در حال افزایش است. نخستین بازی رسمی حرفه‌ای،در این کشور در سال ۲۰۱۶ انجام شد،اما پیشینه این ورزش در کشور به دوران پهلوی می‌رسد. تیم ملی هاکی روی یخ مردان ایران در سال ۲۰۱۶ بنیانگذاری شد. تیم ملی زنان نیز بعداْ بنیان‌گذاری گردید و در مسابقات بین‌المللی حضور یافت.

## پیشینه

### پیش از انقلاب ۱۳۵۷ و نخستین تلاش‌ها
هاکی روی یخ پیش از انقلاب ۱۳۵۷ ایران به صورت تفریحی در این کشور بازی می‌شد، اما مدت کوتاهی پس از آن ممنوع شد. اما بعد از دهه‌ها با توجه به پتانسیل و اقبال موجود در جامعه ایران دوباره به شکل رسمی از سر گرفته شد. نخستین بازی رسمی هاکی روی یخ در ایران در تاریخ ۱ مهر ۱۳۹۵ میان تیم‌های پدیده شاندیز و خراسان رضوی در پیست یخ پدیده مشهد برگزار شد.

### پدیداری سیستم لیگ و افزایش محبوبیت
با پدیداری سیستم لیگ در ایران بر هواداران هاکی روی یخ در این کشور افزوده شد. اگرچه که لیگ‌ها تنها در رده بزرگسالان بوده‌اند.

### ایران‌مال آماده راه‌اندازی رشته‌های جدید ورزش زمستانی
در بازدید مدیرعامل شرکت توسعه و نگهداری اماکن ورزشی کشور از پیست یخ ایران‌مال اعلام شد این مجموعه آماده راه‌اندازی رشته‌های جدید ورزشی از کرلینگ و اسکیت روی یخ است.

## سیستم باشگاهی
تیم‌های ایرانی در لیگ برتر هاکی روی یخ مردان و زنان شرکت می‌کنند و مسابقات با فرمت و قانون استاندارد جهانی برگزار می‌شوند. بر پایه گزارشی در سال ۱۴۰۱ این کشور تنها در رده بزرگسالان لیگ‌های زنان و مردان را برگزار کرده‌است.

## تیم‌های ملی

### ملی مردان
تیم ملی هاکی روی یخ ایران یک تیم ملی هاکی روی یخ است که به نمایندگی از ایران در مسابقات بین‌المللی حضور می‌یابد. این تیم که زیر سرپرستی فدراسیون اسکیت جمهوری اسلامی ایران قرار دارد و در خرداد ۱۳۹۵ بنیان گذاشته شد و در پی عضویت در فدراسیون بین‌المللی هاکی روی یخ است.

## رسانه‌ها
ایران از کمبود خبرنگار تخصصی در این رشته رنج می‌برد و تمرکز بر فوتبال و کشتی معمولاْ محور بیشتر رسانه‌های ورزشی این کشور بوده‌است. با این حال نسبت به دیگر ورزش‌ها در ایران هاکی پوشش قابل توجهی در شبکه‌های اجتماعی می‌گیرد.

## اولین تیم های ملی
در سال ۲۰۲۳ اعلام شد که ۹ تیم ملی شامل ۵ تیم مردان و ۴ تیم زنان تشکیل می شود. تیم های زیر ۲۰ و زیر ۱۸ پسران در ۲۰۲۱ و ۲۰۲۲ هم شکل گرفته بودند. ۵ تیم یعنی تیم های زیر ۱۰ و زیر ۱۴ پسران و دختران و زیر ۱۸ سال دختران اولین بار در سال ۲۰۲۳ تمرین خود را شروع کردند.
1. زیر ۱۰ سال پسران و دختران سال تشکیل ۲۰۲۳
2. زیر ۱۴ سال پسران و دختران سال تشکیل ۲۰۲۳
3. زیر ۱۸ سال پسران و دختران سال تشکیل ۲۰۲۲ پسران و ۲۰۲۳ دختران
4. زیر ۲۰ سال پسران سال تشکیل ۲۰۲۱ (تیم دختران به علت نبود مسابقات بین المللی زیر ۲۰ سال در حال حاضر تشکیل نشده است).
5. بزرگسالان مردان و زنان سال تشکیل مردان ۲۰۱۷ و زنان ۲۰۲۱

### اولین تیم‌های ملی رده‌های سنی پایه
در ۱ مهرماه ۱۴۰۲ (سپتامبر ۲۰۲۳) اولین بار در تاریخ تیم‌های ملی رده‌های پایه دختران و پسران تشکیل شد.
فهرست نفرات دعوت شده به اردوی تیم‌های هاکی روی یخ در رده‌های مختلف سنی (مردان و بانوان) اعلام شد.
شروع اردوی ملی‌پوشان از هشتم مهر ماه خواهد بود.

### زیر ۱۰ سال پسران
رده سنی زیر ۱۰ سال پسران (ساعت تمرین جمعه‌ها ساعت ۱۰ الی ۱۱ صبح) عبارت است از:
تکین روح‌افزا، بردیا عطاللهی، ایمان شجری، احسان پوریانی، علی طالبی، ایلیا ناقلی، تیام ذرع پیما، محمدحسین بالطف، مهرسام ایزدمهر، طاها دهقانی، ماهیار موینی، حسین مجد، پارسا امین طینت، رادین امیری، بهراد بابازاده، عرشیا هاشمی، هیراد عابدی‌نیا و مهرسام شریفی.
دروازه‌بان: دانیال افشار و توحید رحیمی.
مربی: علیرضا مهدوی و عرشیا غفوری

### زیر ۱۴ سال پسران
رده سنی ۱۰ تا ۱۴ سال پسران (ساعات تمرین پنج‌شنبه‌ها ساعت ۲۱:۱۵ تا ۲۲:۱۵):
پارسا اسلامی، ماکان رضایی، رهام میربابایی، آریا قاسمی مقدم، امیرعلی رقابت‌پور، طاها آقامحمدی، ابوالفضل اصغرپور، امیر دوستی، امیرعلی اشعرین، امیرمحمود زنجانی، آریا عباسی بهار، مهبد جوادی، متین سلطانی، آرتین حاج ابراهیمی، شایان سعادت‌مهر، آرتین صدقی، پویان دهقانی اشکذری، ارسلان دهقان، امیرعلی وطن دوست، سیدکیارش پورغلامی، دانیال طاولی، ماهان قوامی.
دروازه‌بان: علی هاشمی‌زاده، سیدعلی‌اکبر حسینی، دانیال اسمعیلی افشار، صدرا حیدری و رادین سیفی
مربی: محمدرضا شیخ جعفری و نیما مهربان

### زیر ۱۸ سال پسران
رده زیر ۱۸ سال مردان (ساعت تمرین جمعه‌ها ساعت ۲۱:۱۵ الی ۲۲:۱۵ شب):
پارسا جلالی، پارسا اسلامی، یونس ناقلی، امیرعلی اشعرین، پارسا جلوداری، متین سلطانی، مانی کمالی، ماهان دهقان، علیرضا محمودی، مازیار حسینی، ارشان باقری، امیرمحمود زنجانی، علی محمدخانی، پویا نوروزی، پویان دهقانی اشکذری، متین هژبری، فاتح بابازاده، کسری زینعلی، کسری دانش، اریا عباسی، ابوالفضل فرجی، کسری ملابیک، علی هاشمی و حسین کاکاوند.
مربی: آرمان بحری

### زیر ۲۰ سال پسران
رده سنی زیر ۲۰ سال مردان (ساعات تمرین جمعه‌ها ۲۱:۱۵ تا ۲۲:۱۵):
عرشیا غفوری، متین قهارزاده، مهبد عبدالهی، ابوالفضل اسلامی، ایلیا حمزه، حسین تاجیک، عرفان کاظمی، محمدپارسا رحمانی، امیرحسین آقایی، سیدامیررضا موسوی، پارسا جلالی، کامیار کاظمی، مازیار حسینی، مانی جعفرزاده، ارشان باقری، سهیل خلج (دروازبان)، حسین کاکاوند (دروازبان).
مربی: محمدرضا شیخ جعفری

### زیر ۱۰ سال دختران
رده سنی زیر ۱۰ سال دختران (ساعت تمرین جمعه‌ها ساعت ۱۰ الی ۱۱ صبح):
مانلی مهدویان، آسنا سلمانی، مهرسا جوادی، نفس اربابی، اوا زمانی، تیدا ذرع پیما، شهرزاد امیربیگی، نیکا امین طینت، نیکا عسگری، ریحانه فریدی، آوا شیری، باران حسن‌زاده، دلسا شاه محمدی، سلما شریفی، اویسا مقدم، لیانا یانس، مهدیس علیزاده (دروازه‌بان)، افرا محمدی، ثنا اکبری، ساینا سیفی، سارینا سیفی، باران هاشمی (دروازه‌بان)، روشنا جعفری، دیانا افشار و آریاناز فری زندی.
مربی: حدیث پورهاشمی و شبنم عرب

### زیر ۱۴ سال دختران
رده سنی ۱۴-۱۰ دختران (ساعت تمرین جمعه‌ها ساعت ۷ الی ۸ صبح):
حسنا ملکی، فرنیا یوسفی، شهیرا میراخونلو، پریماه زلفی، آنیل عبدی، رژا رمازی، آدرینا سلمانی، محیا هاشمی، مایا حقیقی‌راد، آوین تاروردی، یگانه جابری، مهدا عرب، ملیکا ده‌نارصیدی، آویسا رامین، شهگل عرب، مهرسا غلامی، ساغر هاشمی، النا تاج‌امیری، نفس قربانی، گلسا حسینی، آیسا حسین‌نژاد، نگین جهانگیری، ترنم تاجیک، مهدیس علیزاده، سارا عالم رچبی، چکامه قربانی.
مربی: فاطمه اسماعیلی و نگار ارجمند

### زیر ۱۸ سال دختران
رده زیر ۱۸ سال دختران (ساعت تمرین پنج‌شنبه‌ها ساعت ۷ الی ۸ صبح):
النا خرمی‌نیا، هدیه آقایی، هستی سوری، درسا شعبانی، سارینا خسروی، آوا محمد، سارا خوی‌لو، صبا احمدی، حورا اصغرپور، آوا صفری، پانیذ کبیری، ملیکا مهابادی، شارمین طباطبایی، نیایش علی بیگلو، ملیحه میری، آیدا یزدانیان، نازنین شریفی، فرزانه اسماعیلی، فریماه خانی، فاطمه کارگر
مربی: الهام مدیر دهقان و نگار خرم

### بزرگسالان مردان و زنان
اسامی تیم ملی بزرگسالان مردان و زنان در پایان کمپ مربیان فنلاندی اعلام خواهد شد.